# Moritz Guggenheimer
Moritz Guggenheimer (* 20. April 1825 in München; † 26. Juli 1902 ebenda) war Bankier, Stadtverordnetenvorsteher in München und Erster Vorstand der Handels- und Gewerbekammer für Oberbayern.

## Leben
Moritz Guggenheimer heiratete 1850 die Kaufmannstochter Therese Maron. Nachdem diese Ehe 1871 geschieden worden war, heiratete er in zweiter Ehe 1879 Helene, geborene Wolff. Die gemeinsame Tochter Hildegard heiratete später den Philosophen Manfred Schröter. Ihre Schwester Hedwig wurde als Historikerin bekannt.
Der Vater von Moritz Guggenheimer war 1825 als kleiner Textilhändler (Leinen, Seide) aus Harburg im Donau-Ries nach München gezogen. 1855 übernahm Moritz Guggenheimer die väterliche Firma Bernhard S. Guggenheimer und betrieb sie mit großem Erfolg.
1872 gründete er mit seinen Brüdern Eduard und Josep die Bank Brüder Guggenheimer & Co. Die Bank wurde 1892 von der Bayerischen Vereinsbank übernommen. 1892 bis zu seinem Tod 1902 war er Mitglied des Aufsichtsrates der Vereinsbank.
Nach der Umwandlung der Brauerei Löwenbräu 1872 in eine Aktiengesellschaft wurde er Aufsichtsratsvorsitzender und blieb ebenfalls bis zu seinem Tode in dieser Funktion.
1869 bis 1873 war Guggenheimer 1. Vorstand der Handels- und Gewerbekammer für Oberbayern.
Als Jude war er auch in der jüdischen Gemeinde von München engagiert. Moritz Guggenheimer wurde 1869 Mitglied, 1870 Vorsitzender des Gremiums der Gemeindebevollmächtigten, vergleichbar mit dem heutigen Stadtrat. Er war das erste jüdische Mitglied in diesem Gremium. 1879 schied er als Stadtverordnetenvorsteher aus, 1881 legte er nach antisemitischen Anwürfen sein Mandat nieder.
Guggenheimer wurde mit dem Titel Kommerzienrat geehrt.